# Carrathool
Carrathool är en ort i Australien. Den ligger i kommunen Carrathool och delstaten New South Wales, i den sydöstra delen av landet, omkring 530 kilometer väster om delstatshuvudstaden Sydney.
Trakten runt Carrathool är nära nog obefolkad, med mindre än två invånare per kvadratkilometer.. 
Trakten runt Carrathool består i huvudsak av gräsmarker. Genomsnittlig årsnederbörd är 418 millimeter. Den regnigaste månaden är februari, med i genomsnitt 81 mm nederbörd, och den torraste är oktober, med 6 mm nederbörd.